# ایسائو یامادا
ایسائو یامادا (انگلیسی: Isao Yamada؛ زادهٔ تاریخ ورودی نامعتبر است) کارگردان فیلم اهل ژاپن است.